# アロマスクエア

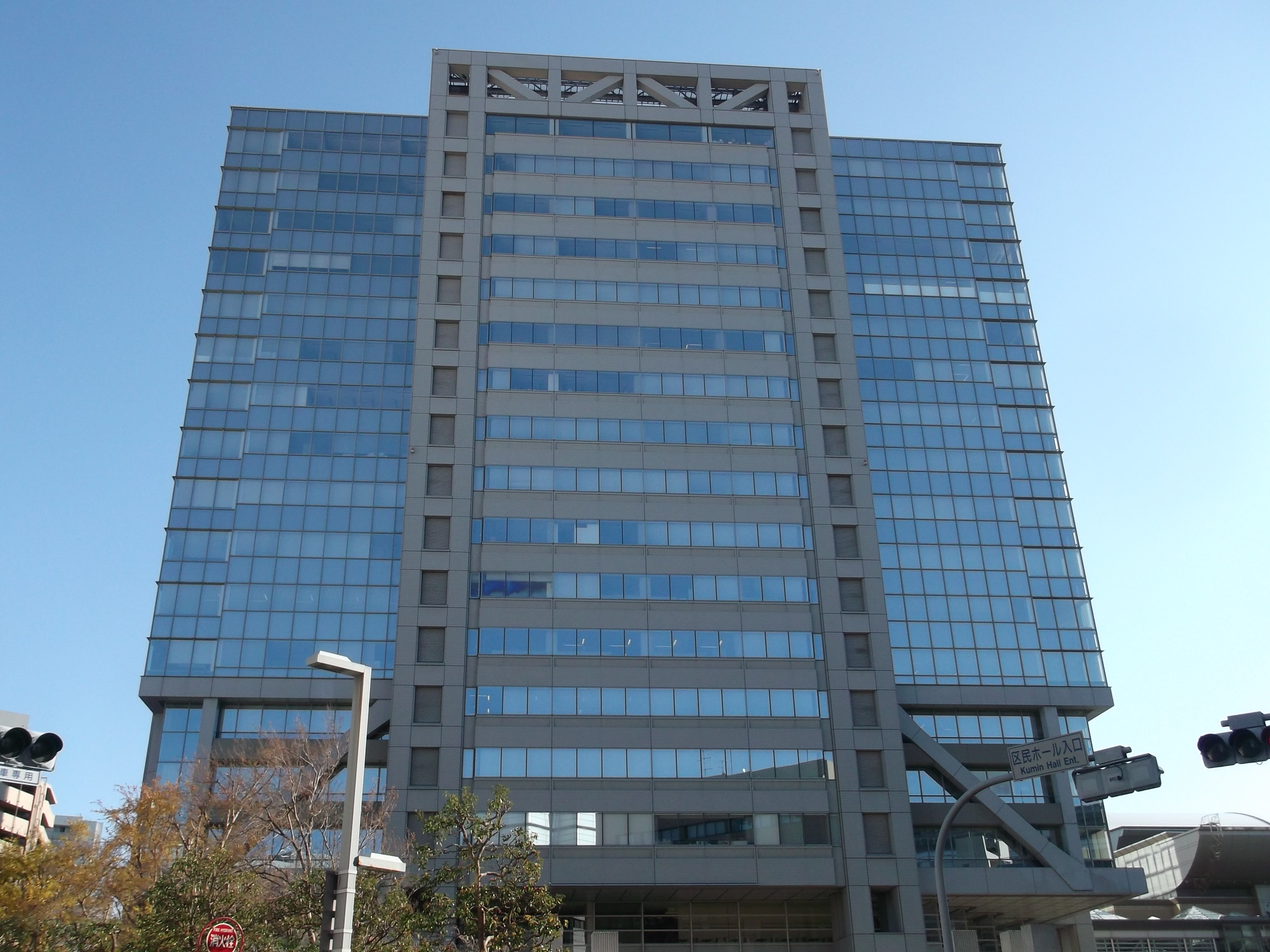
ニッセイアロマスクエア

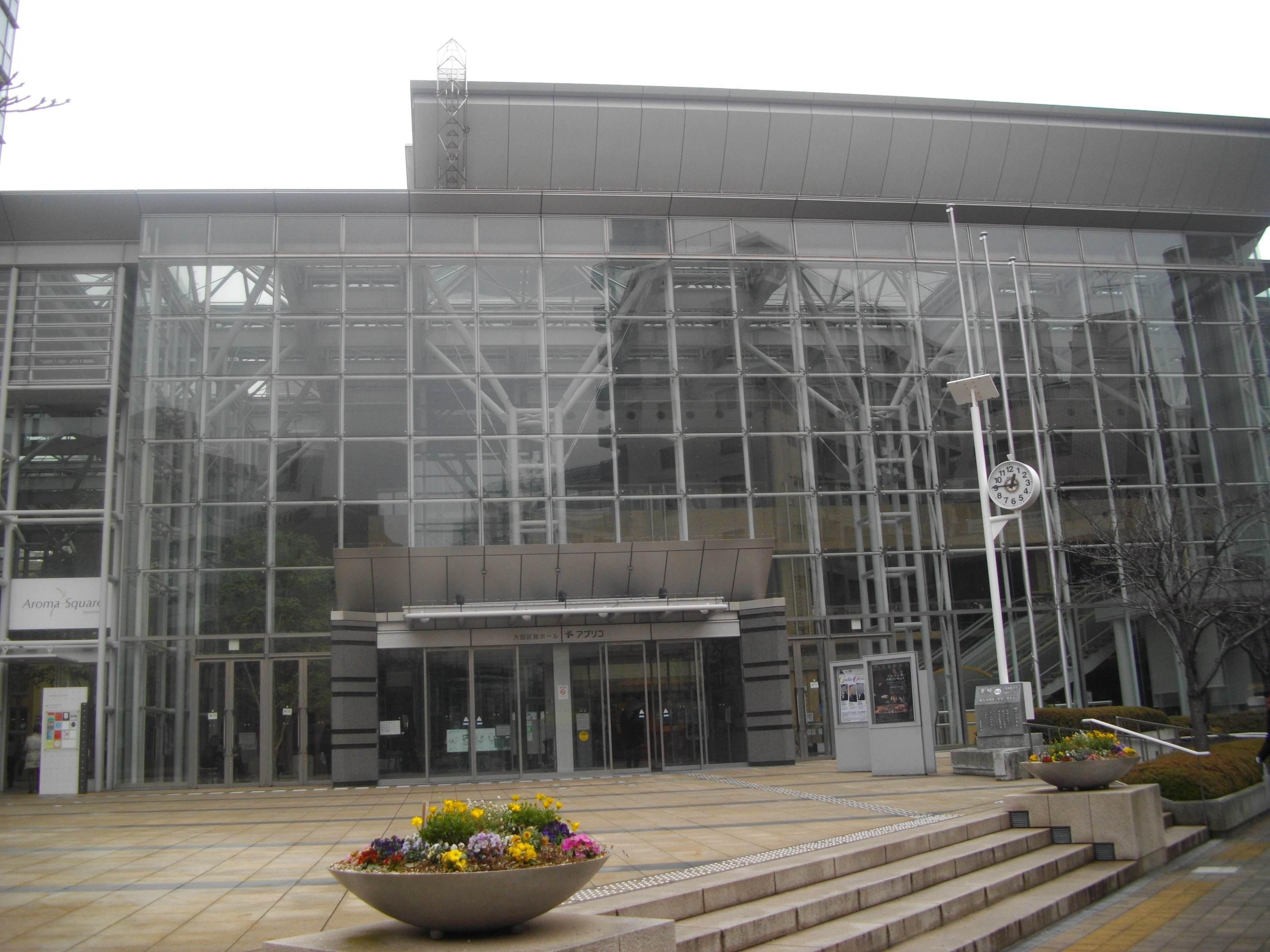
大田区民ホール「アプリコ」

アロマスクエアは、東京都大田区蒲田にある再開発地区である。

## 概要
高砂香料工業の工場跡地を大田区と日本生命が共同で開発し、高砂香料にちなんで「アロマ」の名がつけられた。清水建設が施工し、1998年（平成10年）10月に竣工。なお、この場所は、戦前には松竹蒲田撮影所が存在した場所でもある（松竹蒲田撮影所はその後大船に移転した）。
JR京浜東北線・東急多摩川線・池上線蒲田駅の東側にあり、京急本線・空港線京急蒲田駅からも徒歩圏内である。
なお、アロマスクエア単体では「ニッセイアロマスクエア」だけになるが、隣接する大田区民ホール「アプリコ」を含めた地区を総称して大田区では「アロマスクエア街区」と呼んでいる。隣接した本蒲田公園と統一感をもった緑あふれる整備が行われ、周辺の人々の憩いの場として利用されている。

### ニッセイアロマスクエア
地上18階地下3階、塔屋1階、高さ82.3mの複合ビルである。区営駐車場、駐輪場を併設している。

### 大田区民ホール「アプリコ」
地上5階、地下1階、塔屋1階。収容人数、舞台設備、その他ホール付帯設備の充実度に対して貸出料金が割安なため演劇、コンサート等の商業公演の他、多くの催し物が行われている。
他に郵便局、マクドナルド(～2024/05/19)、ドトールコーヒー、その他飲食店などがテナントとして出店しており、オフィス部分には日本生命、ソニー損害保険などが入居している。また、高砂香料工業の本社オフィスも品川区から移転してここに入居している。
敷地内の公園には、映画『キネマの天地』で使用された松竹橋のレプリカが設置されている。また、区民ホールアプリコのエントランスには松竹橋の実物の親柱が設置されており、地下1階には松竹蒲田撮影所のジオラマが展示されている。